# بازها
بازها (نام علمی: Accipiter)، یک سرده پرندگان شکاری از خانواده بازان با ۵۱ گونه شناخته‌شده هستند که یک سرده دارای بیشترین گوناگونی در این خانواده است. گونه‌های این سرده با نام‌های باز (به انگلیسی: Hawk)، شهباز (به انگلیسی: Goshawk) و بازگنجشک (به انگلیسی: Sparrowhawk) نامیده می‌شوند. آنها می‌توانند با نداشتن procoracoid foramen شناسایی شوند اما دو گونه کوچک و عجیب این ویژگی را دارند که در سرده پیشین Hieraspiza جای داشتند و ممکن است جدا از این سرده باشند.
بازهای زنده از دیدگاه اندازه گوناگون هستند از باز کوچک (نام علمی: Accipiter minullus) که در آن کوچکترین نرها به اندازه ۲۰ سانتیمتر با گستردگی دوسربال ۳۹ سانتیمتر و وزن ۶۸ گرم هستند ولی در طرلان ماده‌های بزرگتر به ۶۴ سانتیمتر با گستردگی دوسر بال ۱۲۷ سانتیمتر و وزن ۲٫۲ کیلوگرم هستند. این پرندگان لاغر با بالهای کوتاه، پهن و گرد هستند و دم بلند هستند که در پرواز با آنها ویژگی مانورپذیری می‌دهد. آنها پاهای بلندی با چنگال‌های بلند برای کشتن و نوک چنگکی برای خوردن شکار خود دارند. ماده‌ها معمولاً بزرگتر از نرها هستند. آنها پس از کمی تعقیب و گریز، غافلگیرانه بر سر شکار خود فرد می‌آیند. پرواز عادی آنها چند بال‌زدن پس از بال‌باز سرخوردن است. آنها معمولاً در زیستگاه‌های جنگلی و درختی دیده می‌شوند.

## واژه‌شناسی
این نام لاتین برای بازها accipere به معنی به چنگ گرفتن (grasp) است

## تبارشناسی ژنتیکی
تجزیه و تحلیل ژنتیکی مولکولی مشخص کرد که سرده Accipiter با سرده سنقرها Circus هم‌تبار (پیراتباری) است، اگرچه حتی از دیدگاه عادت‌های شکار و شکل بدن دو گروه متفاوت هستند. سه یا چهار کلاد از سرده Accipiter آمیخته با سرده‌های Circus, Megatriorchisو Erythrotriorchis وجود دارد. جان بوید پیشنهاد تقسیم سرده Accipiter به درون چهار سرده جداگانه Aerospiza, Tachyspiza, Accipiter و Astur را داد. در این پیشنهاد، سرده Tachyspiza بیشترین گونه را دارد و سرده کاهش‌یافته Accipiter تنها شش گونه خواهد داشت:
- Eurasian sparrowhawk (A. nisus, گونه نمادین),
- Rufous-breasted sparrowhawk (A. rufiventris),
- Sharp-shinned hawk (A. striatus),
- White-breasted hawk (A. chionogaster),
- Plain-breasted hawk (A. ventralis),
- Rufous-thighed hawk (A. erythronemius).
- تبار بازتباران Accipitrini
  - گروه یک
    - Erythrotriorchis
    - Aerospiza
    - Tachyspiza

  - گروه دو
    - بازها Accipiter
      - Megatriorchis
      - Astur
      - سنقرها Circus
        - سنقرها
        - سنقرهای باتلاقی (swamp-harriers)

## فهرست گونه‌های سردهٔ بازها (Accipiter)
۵۱ گونه در سردهٔ بازها جای دارند  اما یک گونه Lesser Sundas goshawk که در فهرست سرخ آی.یو. سی.ان جای دارد، در فهرست آی.او. سی دیده نمی‌شود.</ref>

### گروه بازها
| نام انگلیسی                      | نام علمی                                      | وضعیت فهرست سرخ IUCN | وضعیت فهرست سرخ IUCN | وضعیت فهرست سرخ IUCN | پراکنش                                      | نگاره |
| نام انگلیسی                      | نام علمی                                      | وضعیت حفاظت          | روند                 | جمعیت                | پراکنش                                      | نگاره |
| -------------------------------- | --------------------------------------------- | -------------------- | -------------------- | -------------------- | ------------------------------------------- | ----- |
| باز ریز                          | Accipiter superciliosus (Linnaeus, 1766)      | LC IUCN              | کاهشی                | ۶۷۰–۶٬۷۰۰            |                                             |       |
| باز نیم‌طوق                       | Accipiter collaris Sclater, 1860              | NT IUCN              | پایدار               | ۱٬۵۰۰–۷٬۰۰۰          | اکوادر، پرو، ونزوئلا، کلمبیا                |       |
| باز شکم‌خاکستری Grey-bellied hawk | Accipiter poliogaster (Temminck, 1824)        | NT IUCN              | افزایشی              | ۱٬۰۰۰–۱۰٬۰۰۰         |                                             |       |
| باز ساق‌تیز                       | Accipiter striatus Vieillot, 1808             | LC IUCN              | افزایشی              |                      |                                             |       |
| باز سینه‌سفید                     | Accipiter chionogaster Kaup, 1852             |                      |                      |                      | زیرصحرای آفریقا Sub-Saharan Africa          |       |
| باز سینه‌ساده                     | Accipiter ventralis PL Sclater, 1866          |                      |                      |                      | ونزوئلا، کلمبیا، پرو، اکوادور، بولیوی       |       |
| باز ران‌حنایی                     | Accipiter erythronemius Kaup, 1850            |                      |                      |                      | بولیوی، برزیل، پاراگوئه، اوروگوئه، آرژانتین |       |
| باز کوپر                         | Accipiter cooperii (Bonaparte, 1828)          | LC IUCN              | افزایشی              |                      |                                             |       |
| Gundlach's hawk                  | Accipiter gundlachi Lawrence, 1860            | EN IUCN              | کاهشی                | ۷۰۰–۹۰۰              | کوبا                                        |       |
| باز دورنگ                        | Accipiter bicolor (Vieillot, 1817)            | LC IUCN              | ناشناخته             | ۲۰٬۰۰۰–۴۹٬۹۹۹        |                                             |       |
| باز شیلی (Chilean hawk)          | Accipiter chilensis Philippi & Landbeck, 1864 |                      |                      |                      |                                             |       |

### گروه شهبازها
| نام انگلیسی                              | نام علمی                                                             | وضعیت فهرست سرخ IUCN | وضعیت فهرست سرخ IUCN | وضعیت فهرست سرخ IUCN | پراکنش                                                                              | نگاره |
| نام انگلیسی                              | نام علمی                                                             | وضعیت حفاظت          | روند                 | جمعیت                | پراکنش                                                                              | نگاره |
| ---------------------------------------- | -------------------------------------------------------------------- | -------------------- | -------------------- | -------------------- | ----------------------------------------------------------------------------------- | ----- |
| شهباز کاکل‌دار Crested goshawk            | Accipiter trivirgatus (Temminck, 1824)                               | LC IUCN              | کاهشی                |                      |                                                                                     |       |
| شهباز سینه‌سرخ Red-chested goshawk        | Accipiter toussenelii (J. Verreaux, E. Verreaux, and Des Murs, 1855) | LC IUCN              | کاهشی                |                      | شرق و غرب آفریقا                                                                    |       |
| شهباز سولاوسی Sulawesi goshawk           | Accipiter griseiceps (Schlegel, 1862)                                | LC IUCN              | کاهشی                |                      |                                                                                     |       |
| شهباز آفریقایی African goshawk           | Accipiter tachiro (Daudin, 1800)                                     | LC IUCN              | کاهشی                |                      |                                                                                     |       |
| شهباز خاکستری Grey goshawk               | Accipiter novaehollandiae (Gmelin, 1788)                             | LC IUCN              | کاهشی                | ۲٬۵۰۰–۹٬۹۹۹          | استرالیا                                                                            |       |
| شهباز گونه‌گون                            | Accipiter hiogaster (PLS Müller, 1841)                               | LC IUCN              | پایدار               |                      | اندونزی، پاپوآ گینه نو، جزایرسلیمان                                                 |       |
| شهباز قهوه‌ای                             | Accipiter fasciatus (Vigors and Horsfield, 1827)                     | LC IUCN              | کاهشی                |                      | استرالیا، اندونزی، پاپوآ گینه نو، تیمور شرقی، جزایر سلیمان، وانوآتو، کالدونیای جدید |       |
| شهباز سیاه‌پوش                            | Accipiter melanochlamys (Salvadori, 1875)                            | LC IUCN              | پایدار               | ۶۷۰–۶٬۷۰۰            | گینه نو                                                                             |       |
| شهباز ابلق Pied goshawk                  | Accipiter albogularis Gray, 1870                                     | LC IUCN              | پایدار               | ۶۷۰–۶٬۷۰۰            | جزایر سلیمان، جزیره بوگینویل (Bougainville)                                         |       |
| شهباز شکم‌سفید White-bellied goshawk      | Accipiter haplochrous Sclater, 1859                                  | NT IUCN              | کاهشی                | ۱٬۵۰۰–۷٬۰۰۰          | کالدونیای جدید                                                                      |       |
| شهباز فیجی Fiji goshawk                  | Accipiter rufitorques (Peale, 1848)                                  | LC IUCN              | پایدار               | ۶۷۰–۶٬۷۰۰            | فیجی                                                                                |       |
| شهباز ملوکان (Moluccan goshawk)          | Accipiter henicogrammus (G.R. Gray, 1860)                            | NT IUCN              | کاهشی                | ۲٬۵۰۰–۹٬۹۹۹          | اندونزی، هالماهر (Halmahera)                                                        |       |
| شهباز خاکستری‌پوش (Slaty-mantled goshawk) | Accipiter luteoschistaceus Rothschild & Hartert, 1926                | VU IUCN              | کاهشی                | ۱٬۰۰۰–۲٬۴۹۹          | پاپوآ گینه نو                                                                       |       |
| شهباز تقلیدگر (Imitator goshawk)         | Accipiter imitator Hartert, 1926                                     | VU IUCN              | کاهشی                | ۲۵۰–۹۹۹              | پاپوآ گینه نو، جزایر سلیمان                                                         |       |
| شهباز سرخاکستری                          | Accipiter poliocephalus (Gray, 1858)                                 | LC IUCN              | پایدار               |                      | گینه نو و پیرامون آن                                                                |       |
| شهباز بریتانیای نو                       | Accipiter princeps Mayr, 1934                                        | VU IUCN              | کاهشی                | ۲٬۵۰۰–۹٬۹۹۹          | پاپوآ گینه نو                                                                       |       |
| شهباز سیاه Black sparrowhawk             | Accipiter melanoleucus Smith, 1830                                   | LC IUCN              | کاهشی                |                      |                                                                                     |       |
| شهباز هنست                               | Accipiter henstii (Schlegel, 1873)                                   | VU IUCN              | کاهشی                | ۶۷۰–۱٬۵۰۰            | ماداگاسکار                                                                          |       |
| طرلان (شهباز شمالی) Northern goshawk     | Accipiter gentilis (Linnaeus, 1758)                                  | LC IUCN              | ناشناخته             | ۱٬۰۰۰٬۰۰۰–۲٬۴۹۹٬۹۹۹  |                                                                                     |       |
| شهباز مایری                              | Accipiter meyerianus (Sharpe, 1878)                                  | LC IUCN              | کاهشی                | ۶۷۰–۶٬۷۰۰            | اندونزی، پاپوآ گینه نو، جزایر سلیمان                                                |       |

### گروه بازگنجشک‌ها
| نام انگلیسی                                          | نام علمی                                      | وضعیت فهرست سرخ IUCN | وضعیت فهرست سرخ IUCN | وضعیت فهرست سرخ IUCN | پراکنش                           | نگاره |
| نام انگلیسی                                          | نام علمی                                      | وضعیت حفاظت          | روند                 | جمعیت                | پراکنش                           | نگاره |
| ---------------------------------------------------- | --------------------------------------------- | -------------------- | -------------------- | -------------------- | -------------------------------- | ----- |
| بازگنجشک پهلوبلوطی                                   | Accipiter castanilius Bonaparte, 1853         | LC IUCN              | کاهشی                |                      | غرب آفریقا                       |       |
| پیغوی کوچک Shikra                                    | Accipiter badius Gmelin, 1788                 | LC IUCN              | پایدار               | ۵۰۰٬۰۰۰–۹۹۹٬۹۹۹      |                                  |       |
| بازگنجشک نیکوباری                                    | Accipiter butleri (Gurney, 1898)              | VU IUCN              | کاهشی                | ۲٬۵۰۰–۵٬۰۰۰          | هند، جزایر نیکوبار               |       |
| پیغوی بزرگ (بازگنجشک شامی) Levant sparrowhawk        | Accipiter brevipes (Severtzov, 1850)          | LC IUCN              | پایدار               | ۱۰٬۰۰۰–۱۹٬۹۹۹        |                                  |       |
| بازگنجشک چینی                                        | Accipiter soloensis (Horsfield, 1821)         | LC IUCN              | کاهشی                | ۱۰۰٬۰۰۰–۴۹۹٬۹۹۹      | شرق و جنوب شرق آسیا              |       |
| بازگنجشک فرانسیس                                     | Accipiter francesiae Smith, 1834              | LC IUCN              | پایدار               |                      | ماداگاسکار و جزایر کومور         |       |
| بازگنجشک دم‌خالدار Spot-tailed sparrowhawk            | Accipiter trinotatus Bonaparte, 1850          | LC IUCN              | پایدار               |                      | اندونزی، سولاوسی                 |       |
| بازگنجشک ران‌سرخ                                      | Accipiter erythropus (Hartlaub, 1855)         | LC IUCN              | کاهشی                |                      | غرب آفریقا                       |       |
| بازگنجشک کوچک                                        | Accipiter minullus (Daudin, 1800)             | LC IUCN              | پایدار               |                      | شرق آفریقا و آفریقای جنوبی       |       |
| پیغوی ژاپنی Japanese sparrowhawk                     | Accipiter gularis (Temminck & Schlegel, 1844) | LC IUCN              | پایدار               |                      | شرق و جنوب شرق آسیا              |       |
| بازگنجش بسرا                                         | Accipiter virgatus Temminck, 1822             | LC IUCN              | کاهشی                | ۲۰٬۰۰۰–۲۰۰٬۰۰۰       |                                  |       |
| بازگنجشک کوتوله Dwarf sparrowhawk                    | Accipiter nanus (Blasius, 1897)               | NT IUCN              | کاهشی                |                      | سولاوسی، بوتون، اندونزی          |       |
| بازگنجشک گردن‌حنایی Rufous-necked sparrowhawk         | Accipiter erythrauchen Gray, 1861             | NT IUCN              | کاهشی                | ۶۷۰–۶٬۷۰۰            | اندونزی، جزایر مالوکو جزایر ملوک |       |
| بازگنجشک طوقدار                                      | Accipiter cirrocephalus Vieillot, 1817        | LC IUCN              | کاهشی                |                      | استرالیا، گینه نو                |       |
| بازگنجشک بریتانیای نو                                | Accipiter brachyurus Ramsay, 1879             | VU IUCN              | کاهشی                | ۱٬۰۰۰–۲٬۴۹۹          | پاپوآ گینه نو                    |       |
| بازگنجشک سینه‌شرابی                                   | Accipiter rhodogaster (Schlegel, 1862)        | LC IUCN              | کاهشی                | ۶۷۰–۶٬۷۰۰            | سولاوسی، اندونزی                 |       |
| بازگنجشک ماداگاسکاری                                 | Accipiter madagascariensis Smith, 1834        | NT IUCN              | کاهشی                | ۳٬۳۰۰–۶٬۷۰۰          | ماداگاسکار                       |       |
| Ovambo sparrowhawk                                   | Accipiter ovampensis Gurney, 1875             | LC IUCN              | افزایشی              |                      | زیرصحرای آفریقا (آفریقای سیاه)   |       |
| قرقی (باشه، بازگنجشک اوراسیایی) Eurasian sparrowhawk | Accipiter nisus (Linnaeus, 1758)              | LC IUCN              | پایدار               | ۲٬۲۰۰٬۰۰۰–۳٬۳۰۰٬۰۰۰  |                                  |       |
| بازگنجشک سینه‌حنایی                                   | Accipiter rufiventris Smith, 1830             | LC IUCN              | افزایشی              |                      |                                  |       |

### گونه‌های منقرض‌شده
- شهباز نیرومند (Powerful goshawk), Accipiter efficax[۵۵]
- Gracile goshawk, Accipiter quartus[۵۵]